# لاور ميستان
 لاور میستان  اسم لقرية وصحراء زراعية تـتبع بلدة جناح (بالفارسية: بخش جناح ) من توابع مدينة بستك وتقع في محافظة هرمزگان في جنوب غرب إيران. تبعد مسافة 9 كيلومترات عن قرية ميستان وتقع في الغرب القرية، بها أراضي شاسعة خصبة. يمتهنون السكان بتربية المواشي والزراعة.

## حدود لاور میستان
حدود لاور میستان: من الشمال جبل كاه بست، ومن الجنوب قرية فارياب ،من الغرب قرية كركو ومن الشرق تنتهي بقرية كوهيج.

## السكان
يبلغ عدد سكان هذه القرية حسب تعداد السكان لعام 2006 للميلاد، (757) نسمة تشكل (156) عائلة، من أهل السنة والجماعة وعلى المذهب الشافعي. يتكلمون الفارسية باللهجة المحلية. بها مساجد، ومدرسة مشتركة. وعدد من البرك لحفظ مياه الأمطار إذا سالت الأودية.

## وصلات خارجية
- التقسيمات الادارية لمحافظة هرمزگان